# Famille de Bruny
 (novembre 2022).
La famille de Bruny est une famille de la noblesse de robe provençale. Plusieurs de ses membres se sont distingués au service des rois de France aux XVIIe et XVIIIe siècles. Elle a formé trois branches dont la dernière s'est éteinte en 1852.

## Histoire
La filiation suivie de cette famille remonte à Honoré Bruni (né vers 1530), établi à Toudon (Alpes-Maritimes). Son petit-fils Pierre Bruni s'établit à Marseille vers 1650 et commence la fortune de la famille.

## Personnalités
- Jean-Baptiste de Bruny (1665-1723), négociant, armateur et banquier à Marseille ;
- Raymond de Bruny d'Entrecasteaux (1672-1757), trésorier général de France, en Provence ;
- Jean-Baptiste Jérome Bruny de La Tour d'Aigues (1724-1795), président à mortier au parlement de Provence ;
- Antoine Bruny d'Entrecasteaux (1737-1793), contre-amiral, il conduit l'expédition de recherche partie sur les traces de La Pérouse, expédition au cours de laquelle il trouve la mort.

## Alliances
Arnaud de Rousset (1754) ; de Bernard de Montmège (1792) ; de Blondel (1747) ; Castagnier (1689) ; de Cangran (1775) ; de Castellane (1782) ; de Castillon ; Amaudric du Chaffaut (1793) ; de Colomb (1698) ; Coudroy de Lauréal (1761) ; Colavier d'Albizzy (1804) ; Desmerliers de Longueville (1822) ; de Foresta (1724) ; Gerard de Lubac (1762) ; de Glandevès (1724) ; de Lestang-Parade (1727) ; Lhoste de Selorges (1762) ; Michel (1660) ; Lecointre (1735) ; de Peyronnet (1777) ; Montolieu (1749) ; Negrel (1688) ; Neron-Surgy (1745) ; de Pontevès ; de Roux (1679) ; Pujol (1767) ; de Saqui de Sannes (1764) ; de Seytres de Caumont (1796) ; Soussin (1719) ; de Suffren (1670) ; de Richement (1841) ; de Thomas la-Valette (1728) ; de Venant d'Iverny (1758) ; Yvers de Villiers (1771).